# Coupe du monde de rugby à XIII 2026
Navigation
Édition précédente
La Coupe du monde de rugby à XIII 2026 est la dix-septième édition de la Coupe du monde de rugby à XIII et se déroule en 2026 en Australie et en Papouasie-Nouvelle-Guinée.  
À cette occasion, un nouveau format de compétition est proposé avec un nombre plus réduit d'équipes, ce qui profite à l'Océanie représentée par plus de la moitié des équipes participantes.
Cette coupe du monde a la particularité d'être celle qui est disputée par le moins d'équipes européennes de son histoire, par une seule équipe britannique,  et  on note qu'elle n'accueille aucune nouvelle équipe participante.

## Préparation de l'événement

### Premiers organisateurs désignés: les États-Unis

#### Désignation
En 2016, les États-Unis déposent une candidature pour accueillir la Coupe du monde 2021 avec éventuellement la co-organisation avec le Canada mais la Fédération internationale opte pour le dossier déposé par l'Angleterre, tout en recommandant d'attribuer la tenue de la Coupe du monde 2025 au continent nord-américain. Lors du congrès de la Fédération internationale se déroulant en novembre 2016 à Liverpool (Angleterre), il est décidé d'acter cette recommandation et l'attribution de la Coupe du monde 2025 aux États-Unis et au Canada. Le président de la Fédération international, Nigel Wood, déclare à ce sujet : « L'attribution de la Coupe du monde à l'Amérique du Nord est un moment historique pour le développement mondial du rugby à XIII. Les États-Unis et le Canada offrent des stades de classe mondiale alliés à une population multi-culturelle ce qui rend l'offre attrayante. Il est passionnant que notre sport se développe par cet événement qu'est la Coupe du monde et nous travaillerons avec nos membres (de la fédération) aux États-Unis et au Canada et la société "Moore Sports International" pour développer la présence de notre sport dans ces pays ». Ce choix vient sept mois après la création du club Toronto Wolfpack, un club canadien créé pour disputer le Championnat d'Angleterre en intégrant sa troisième division, la League 1, à partir de 2017. Paul O'Keefe, président de la Fédération canadienne de rugby à XIII, déclare qu'au moins deux villes canadiennes accueilleront l'événement, à savoir Toronto et Vancouver, ajoutées à une volonté de la province d'Alberta.

#### Retrait de l'organisation
Mais fin 2018, il apparait que les États-Unis seront de moins en moins capables d'organiser l'évènement pour des raisons financières et l'organisation leur est retirée.
En France, un média lance alors l'idée que la France pourrait reprendre l'organisation mais plus sur le ton de la suggestion que sur la base d'éléments concrets.
Le processus de désignation de la nation hôte est relancé au mois de mars 2019 par la Fédération internationale de rugby à XIII, même s'il n'est pas exclu que le tournoi puisse être organisé en Amérique du Nord.

### Second organisateur désigné: la France

#### Désignation
En juillet  2021, la Fédération française de rugby à XIII est officiellement candidate pour organiser la Coupe du monde de rugby à XIII en 2025 avec quatre épreuves pour les hommes, les femmes, les juniors et les sportifs en fauteuil.
La candidature de la France, préférée par la fédération internationale de rugby à XIII,, soulève l'approbation quasi unanime des observateurs,. Les rares voix discordantes qui se font entendre ne contestent pas la candidature de la France, mais sa capacité à organiser seule le tournoi.

#### Échec du comité en France et abandon

Logo de la Coupe du monde en France

Un comité d'organisation est créé ,  baptisé « France 2025  » il prend la forme d'une association loi de 1901 avec un conseil d'administration.
Il s'agit en principe d'un organisme indépendant de la Fédération française de rugby à XIII,  qui est seulement membre du conseil d'administration. 
Néanmoins, depuis la sélection de la France en juillet 2021, ce comité se caractérise par une communication modeste auprès des médias, concernant ses travaux.  
On note cependant l'adoption d'un logo en octobre 2022, la plupart des communications officielles étant consacrée au suivi de la coupe du monde de 2021, disputée en 2022 à cause de la pandémie.
En janvier 2022, 38 villes (voire 40) sont pressenties pour participer à l'évènement ou plutôt sont présentées comme ayant manifesté leur intérêt pour l'évènement à des stades divers.
En décembre 2022, une personnalité du Toulouse Olympique annonce à un média anglais officieusement que les villes organisant officiellement l'évènement seront prochainement connues. 
Le nom de certaines d'entre elles commencent également à « filtrer  » dans les différents médias; Agen, Montluçon, ou Issoire et Vichy.
Au début de 2023, Luc Lacoste annonce sur Radio Marseillette que les villes seront désignées au mois de juin de la même année. 
Au mois de mars 2023, la ville d'Avignon renonce à accueillir des matchs de la coupe du monde, en invoquant des raisons financières. Une décision motivée , selon la ville, par le fait qu' « à l’heure actuelle, [elle]  ne peut pas se permettre d’engager une telle somme. Avec 200 000 euros [elle]  peut faire une dizaine d’événements ». Une décision qui semble plausible au vu des difficultés financières récurrentes de cette commune du sud-est de la France,  soulignées par la Cour des Comptes ; qui avait déjà précisé dès 2017 « que la situation financière de la commune était tendue et que ses marges de manœuvre étaient faibles, sinon inexistantes, en matière d’investissements. ». 
Le 15 mai 2023, le comité d'organisation annonce que la France  renonce à organiser cette compétition internationale pour des raisons de viabilité financière.

### Un été d'incertitude pour l'organisation

#### Les candidats possibles
À la suite de l'abandon de l'organisation de la France, plusieurs pays sont envisagés pour la remplacer comme pays hôte.
La Nouvelle-Zélande manifeste ainsi son intérêt, puis l'Australie la rejoint pour envisager une candidature commune.
Le Qatar approche également la fédération internationale de rugby à XIII pour lui faire part de son intérêt pour organiser l'évènement.
La question reste pendante pendant une partie de l'été 2023, aucune décision nette n'étant prise. Des doutes apparaissant sur l'organisation même de la compétition en 2025.

#### Report en 2026 et nouveau format
En aout 2023, les médias annoncent que la coupe du monde aura lieu en 2026, dans l'hémisphère sud.
La coupe du monde prendra la forme de trois compétitions disputées en même temps : « le tournoi hommes avec seulement 10 équipes, le tournoi femmes et le tournoi en fauteuil avec huit équipes en lice. Les huit quarts de finalistes masculins de la Coupe du monde précédente sont qualifiés automatiquement pour le tournoi de 2026, tout comme les quatre demi-finalistes féminins et en fauteuil roulant ».

### 2024: désignation finale de l'Australie et de la Papouasie-Nouvelle-Guinée
Fin juillet 2024, l’Australie est choisie par l’International Rugby League pour accueillir la Coupe du monde de Rugby à XIII en 2026, avec les tournois masculins, féminins et fauteuil, des matchs se déroulant aussi en Papouasie-Nouvelle Guinée.

## Acteurs de la Coupe du monde

### Les équipes qualifiées
Tous les quarts-de-finalistes de l'édition 2022 sont automatiquement qualifiés auxquels s'ajoutent deux équipes qui disputent des éliminatoires.
| Qualifiés d'office 8 places                                                                             | Qualifiés 2 places |
| --- | ------------------ |
| - Angleterre - Australie - Fidji - Liban - Nouvelle-Zélande - Papouasie-Nouvelle-Guinée - Samoa - Tonga |                    |